# Oreoselinum peucedanoides
Oreoselinum peucedanoides är en flockblommig växtart som beskrevs av Franz Georg Hoffmann. Oreoselinum peucedanoides ingår i släktet Oreoselinum och familjen flockblommiga växter. Inga underarter finns listade i Catalogue of Life.